# Anton Clemens Lünenschloß
Anton Clemens Lünenschloß (auch Clemens Anton Lünenschloß; * 13. August 1678 in Düsseldorf; † 5. Oktober 1763 in Würzburg) war ein deutscher Kunstmaler und Stuckateur. Lünenschloß war Hofmaler der Würzburger Fürstbischöfe und arbeitete als solcher an der Würzburger Residenz mit.

## Leben

### Jugend und Italienreise (bis 1717)
Am 13. August 1678 wurde Anton Clemens Lünenschloß in Düsseldorf im Herzogtum Jülich-Berg geboren. Sein Vater war der Amtmann Abraham Lünenschloß, seine Mutter hieß Anna Elisabeth. Lünenschloß hatte mehrere Geschwister, von denen jedoch nicht alle das Erwachsenenalter erreichten. Die Jugend des Anton Clemens wird in den Quellen nicht erwähnt, erst mit seiner Reise nach Antwerpen tauchte er unter dem Namen „Anthoni Luneslot“ als Schüler des Malers Gaspar von Opstal wieder auf.
Der Junge war dem Kurfürsten Johann Wilhelm von der Pfalz aufgefallen, der das Talent des Anton Clemens förderte. Er schickte ihn wohl auch in die Österreichischen Niederlande, um hier die Grundlagen der Malerei zu erlernen. Vor dem Jahr 1700 erhielt Anton Clemens Malunterricht beim Pfälzer Kabinettsmaler Jan Frans van Douven. Am 2. Januar 1700 erhielt er Geld vom Kurfürst, mit dem er eine Italienreise unternehmen sollte.
Zunächst besuchte der junge Pfälzer Florenz, wo er Studien vom Florentiner Apoll und der Venus von Medici anfertigte. Anschließend reiste er nach Venedig. Hier sind einige Aktzeichnungen überliefert, außerdem fertigte er eine Nachzeichnung von Tintorettos Sündenfall an. Im Jahr 1703 ist Lünenschloß in Rom nachgewiesen. Er besuchte die Zeichenschule auf dem Capitol und gewann am 8. März 1706 einen Zeichenpreis. 
Während Lünenschloß in Rom weilte, war er wohl Schüler des Carlo Maratti. Der Meister war bereits erblindet, gab allerdings seine Fertigkeiten noch an den Deutschen weiter. Kurfürst Johann Wilhelm unterstützte Anton Clemens Lünenschloß in dieser Zeit nur noch unregelmäßig mit Geldzahlungen und starb bereits 1713. Also zog Lünenschloß nach Neapel weiter. Hier nahm er erste eigene Aufträge an. Im Jahr 1717 verließ er als Kunstmaler Italien und kehrte nach Deutschland zurück.

### In Würzburg (bis 1763)
Im Jahr 1718 besuchte Lünenschloß Heidelberg, um hier den Bruder und Nachfolger des Johann Wilhelm, Karl Philipp von der Pfalz, um eine Anstellung zu bitten. Als dieser Plan scheiterte, reiste er nach Würzburg weiter. Hierher wurde er wohl vom Fürstbischof Johann Philipp von Greiffenclau gerufen. Dessen Nachfolger Johann Philipp von Schönborn plante einen Neubau seiner Residenz und siedelte deshalb vermehrt auswärtige Künstler in seiner Hauptstadt an. Lünenschloß wurde 1719 in Würzburg sesshaft und war an der bildlichen Ausstattung der Residenz maßgeblich beteiligt. Seine für die Residenz geschaffenen Werke sind ebenso wie viele seiner Altarbilder in Würzburger Kirchen 1945 vernichtet worden.
Die große Konkurrenz unter den vielen Künstlern führte dazu, dass Lünenschloß nur wenige Aufträge erhielt. Er hatte nicht die moderne Freskotechnik studiert und war gegenüber jüngeren Malern deshalb im Nachteil. In Würzburg war allerdings dennoch die Hauptarbeitsstätte des Pfälzers. Johann Philipp von Schönborn vermittelte Lünenschloß allerdings auch ins nahe Hochstift Fulda, wo weitere Arbeiten entstanden.
Als Johann Philipp von Schönborn 1724 starb, wählte das Domkapitel den Adeligen Christoph Franz von Hutten zum neuen Würzburger Prälaten. Von Hutten stoppte vorübergehend das Residenzbauprojekt, war allerdings der Malerei nicht abgeneigt. Er förderte Lünenschloß und verhalf ihm zu neuen Aufträgen. Der war dankbar, hatte er doch am 8. Januar 1722 Maria Margaretha Lier aus der Pfalz geehelicht, mit der er neun Kinder haben sollte.
Eine nach einem Entwurf des Hofmalers Lünenschloß um 1722 von Jakob van der Auwera geschaffene Figur der Jagdgöttin Diana befindet sich über dem Portal des fürstbischöflichen Jagdzeughauses in der Zeller Straße.
Die Krönung der Karriere des Anton Clemens Lünenschloß erfolgte am 25. Juli 1725, als der Fürstbischof ihn zu seinem persönlichen Kammerdiener ernannte. Zwei Jahre später, 1727, wurde Lünenschloß Guldenzöllner und erhielt damit ein weiteres fürstbischöfliches Ehrenamt. Am 1. Juni 1728 wurde er endlich auch Bürger seiner langjährigen Wohnstätte Würzburg. Er durfte nun die Mainbrücke zu Festanlässen schmücken (Im Auftrag des Fürstbischofs hatte er Entwürfe für Statuen auf der Brücke ausgearbeitet, die jedoch erst ab 1728 umgesetzt wurden). Das am 3. Oktober 1948 auch in Würzburg zur Schau gestellte Nashorn „Jungfer Clara“ hielt Lünenschloß in seinem Skizzenbuch fest.
Im Jahr 1729 kaufte Lünenschloß zwei Häuser in der Dominikanergasse. Der Maler war inzwischen sehr wohlhabend geworden, musste aber immer noch die Konkurrenz fürchten. Insbesondere Johann Rudolf Byss wollte dem Künstler schaden. Als Friedrich Karl von Schönborn die Nachfolge Huttens antrat, hatte Lünenschloß seinen künstlerischen Höhepunkt bereits überschritten. Zwar wurde er am wiederaufgenommenen Residenzbau als Künstler verpflichtet, durfte allerdings nur einige Gemälde beitragen.
1746 starb auch Friedrich Carl von Schönborn und der inzwischen hochbetagte Anton Clemens Lünenschloß wurde endgültig in den Ruhestand entlassen. Anselm Franz von Ingelheim, der Nachfolger, entließ ihn aus den Ehrendiensten als Kammerdiener und Guldenzöllner. Unter dessen Nachfolger Karl Philipp von Greiffenclau wurden die monatlichen Beträge für die Ämter allerdings wieder ausgezahlt. Anton Clemens Lünenschloß starb am 5. Oktober 1763 in Würzburg.

## Werke (Auswahl)

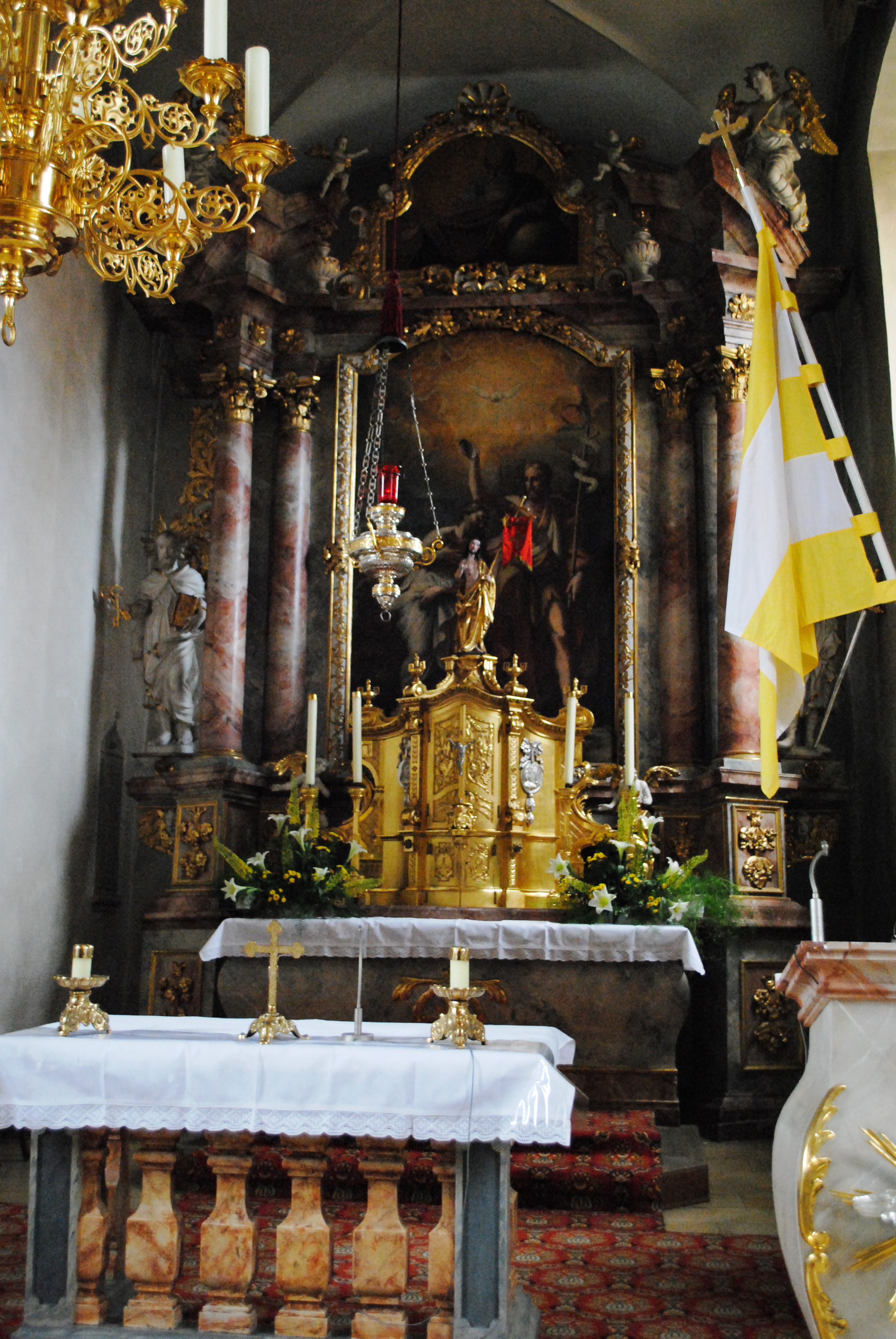
Der Hochaltar in Fahr bei Volkach

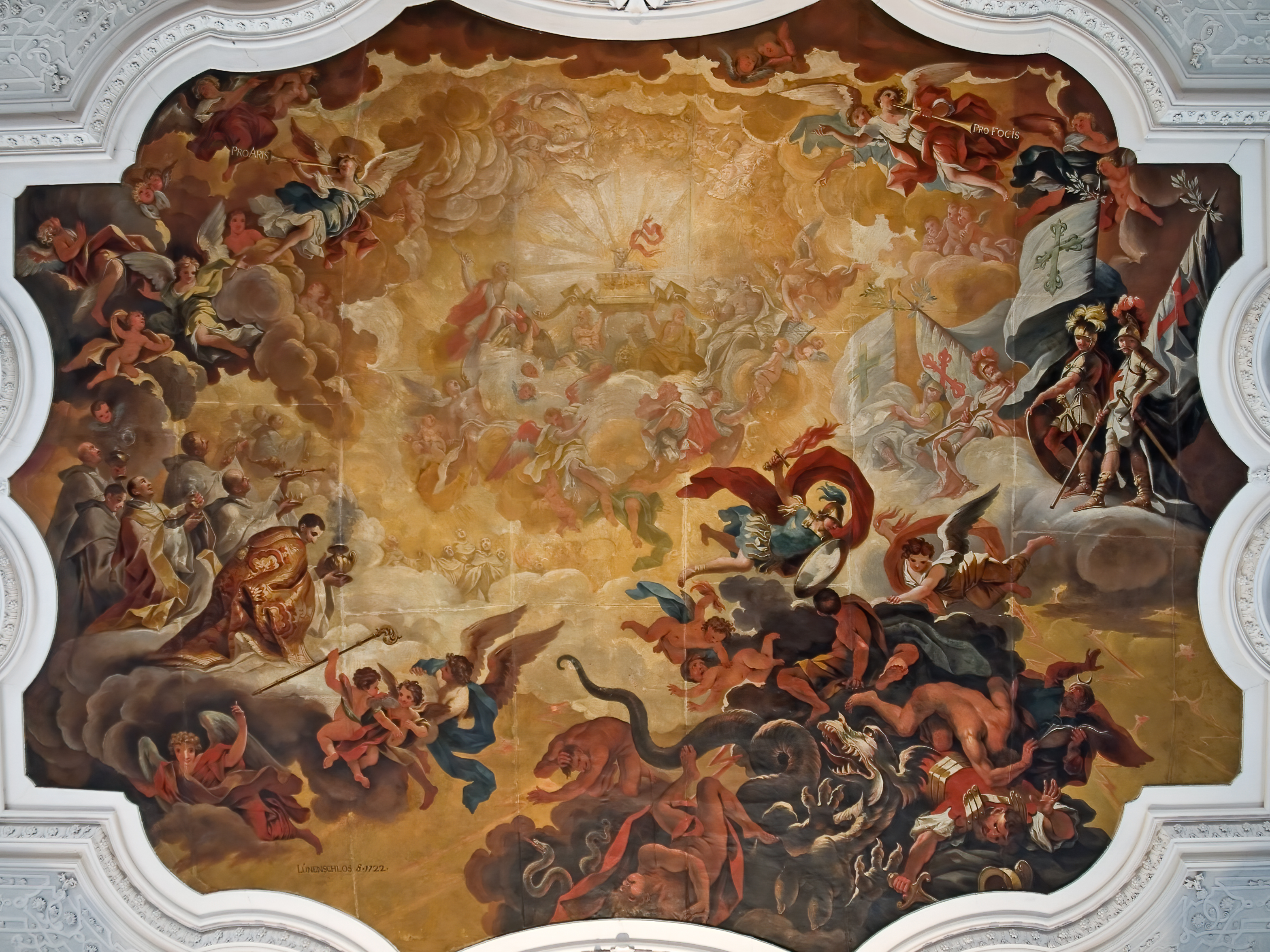
Das Deckengemälde in Ebrach

| Jahr      | Ort          | Werk                                                                     |
| --------- | ------------ | ------------------------------------------------------------------------ |
| 1720      | Würzburg     | St. Gertraud, Seitenaltarblatt „Mariä Himmelfahrt“                       |
| 1720      | Würzburg     | St. Peter und Paul, Seitenaltarblätter „Immaculata“ „Hl. Laurentius“     |
| 1721/1722 | Würzburg     | Kollegiatstift Neumünster, Seitenaltarblätter „St. Joseph“ „Schutzengel“ |
| 1722      | Ebrach       | Kloster Ebrach, „Verehrung des Lamms“ Kaisersaal                         |
| 1723      | Steinbach    | St. Josef, „St. Johannes Nepomuk“ „St. Christophorus“                    |
| 1723      | Steinbach    | Schloss, Ahnenbilder der von Hutten                                      |
| 1724      | Euerfeld     | St. Michael, Ölgemälde „Christus am Kreuz“                               |
| 1726      | Fahr         | St. Johannes Baptist, Altarblatt „Taufe Christi“                         |
| 1726      | Würzburg     | Dom, Altarblatt „St. Johannes Nepomuk“                                   |
| 1734      | Privatbesitz | „Anbetung der Könige“                                                    |
| 1738      | Würzburg     | Residenz, Deckengemälde „Abschickung der alten Befehdungen“              |
| 1739      | Würzburg     | Residenz, Deckengemälde „Szene aus dem Bauernkrieg“                      |
| 1741      | Würzburg     | Residenz, Deckengemälde „Gründung des Domes“                             |